# تابلوی توزیع

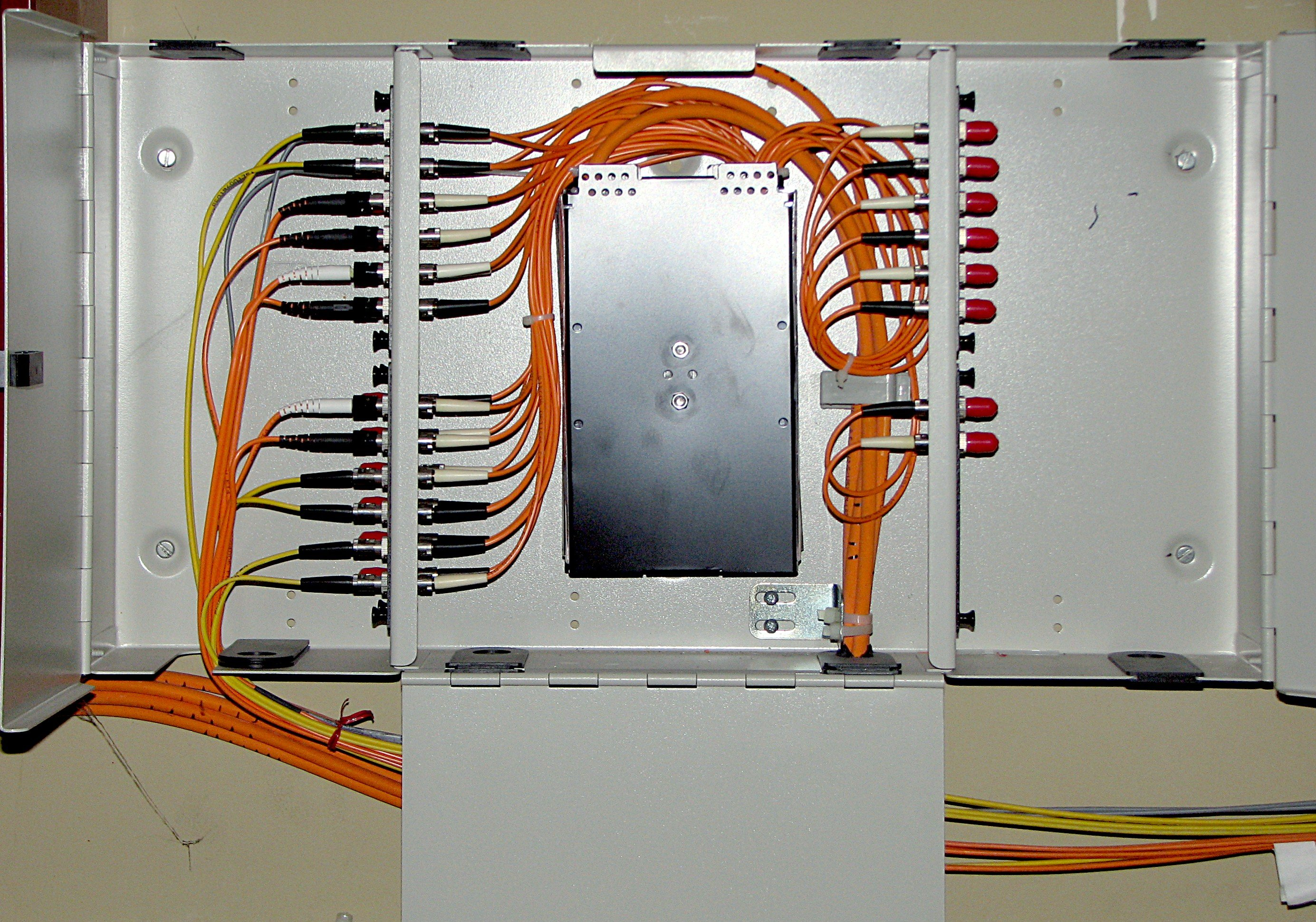
یک تابلوی توزیع فیبر نوری.

تابلوی توزیع (به انگلیسی: Distribution frame) در مخابرات، دستگاهی منفعل است که کابل‌ها به آن ختم می‌شوند، و اجازه می‌دهد تا اتصالات داخلی به طور اختیاری شکل گیرند.
برای نمونه تابلوی توزیع اصلی (MDF) که در تلفن‌خانه‌ها قرار دارد، کابل‌های متصل به مشترکین، و کابل‌های متصل به تجهیزات فعال (مثل سوئیچ‌های تلفن)، را به خود ختم می‌کند. این خدمات با سیم‌کشی دستی یک زوج به‌هم‌تابیده بین خط تلفن، با خط دیجیتال مشترک یا خط خدمات تلفن سادهٔ قدیمی مربوطه، ارائه می‌شود.
به عنوان بخش توزیع کننده اصلی کلیه خطوط ورودی و خروجی  در هر مرکز مخابرات محلی است ،که به عنوان اینترفیسی بین مشترک و مرکز تلفن ( سوئیچ ) سالن دستگاه قرار می گیرد.
سالن MDF از 3 قسمت اصلی تشکیل شده  است:
1-طبقات افقی= APOS
2-طبقات عمودی=  BPOS
3-ارتباط بین طبقات افقی و عمودی
1- ترمینال های افقی:کابلهای مربوط به این قسمت  مستقیما به مرکز  تلفن  ،دستگاه (سوئیچ) وصل می شود و شامل یک سری ردیف ها است که شماره های مشترکین  (Extension )،خطوط شهری (Trunk ) روی این ترمینالها قرار گرفته  است.
شماره های مشترکین و Trunk به صورت استاندارد 16 ،24 یا 32زوج  سیم به سالن دستگاه می رود و به سوئیچ وصل می شود. و این عدد ها  یستگی به نوع کارت  مرکز تلفن می باشد . سابقا جهت اعمال ایزوله های مختلف از روی طبقات افقی صورت می  گرفت اما اکنون بیشتر از طریق نرم افزار سویئچ انجام می شود.
انواع ایزوله : ایزوله رنگ سبز به جهت قطع شخصی، ایزوله رنگ قرمز  جهت قطع مزاحمت، ایزوله رنگ سفید جهت قطع (Howler ton)و ایزوله رنگ قهوه ای جهت  امتحان و تست استفاده  می شود
2- ترمینال های عمودی: شماره اتصال مشترک را روی بوخت عمودی مشخص  می کنیم. جهت آدرس دهی هرمشترک روی ترمینال های عمودی به ردیف طبقه واتصالی تقسیم  می شود.
سیم های رسیده از مشترک پس از عبور از پست و کافو ، کانال ،حوضچه و اتاق  کابل به صورت 100 زوج یا200زوج وارد  MDFشده و هر زوج سیم مشخص کننده یک مشترک می  باشد و روی طبقات عمودی یا بوخت عمودی قرار می گیرد.
روی هر اتصالی در بوخت عمودی فیوز های قرار می دهند در صورت نبودن فیوز  خط حالت پاره یا اتصال باز می باشد که جهت جلو گیری از ورود ولتاژ به سالن می  باشد.
3- ارتباط بین طبقات عمودی و افقی: هر شماره رسیده از سالن بر  روی طبقات افقی بایستی با توجه به ادرس ردیف و طبقه و اتصالی به مشترکین اختصاص  داده شود. عمل برقراری ارتباط بین طبقات عمودی و افقی را رانژه کردن می گویند.  ارتباط بین این طبقات توسط سیم مخصوصی به نام سیم رانژه  انجام می شود.